# Shunt
En shunt er en elektrisk modstand anbragt parallelt med et elektrisk kredsløb. Parallelforbindelsen kan lede strømmen uden om systemet.
En shunt kan benyttes til at begrænse den strøm, der ledes gennem kredsløbet, idet en vis del ledes gennem shunten i stedet. En shunt kan også benyttes til at aflade en kondensator, således at den ikke står med en potentielt farlig spænding efter at strømmen er afbrudt.